# Chang Almās (ort i Iran)
Chang Almās (persiska: چنگ الماس, چَنگماس, چَنگَرماس, چَنگَماس) är en ort i Iran.   Den ligger i provinsen Zanjan, i den nordvästra delen av landet, 210 km väster om huvudstaden Teheran. Chang Almās ligger 1 962 meter över havet och antalet invånare är 767.
Terrängen runt Chang Almās är lite kuperad.Runt Chang Almās är det ganska glesbefolkat, med 29 invånare per kvadratkilometer. Närmaste större samhälle är Abhar, 19,5 km nordost om Chang Almās. Trakten runt Chang Almās består i huvudsak av gräsmarker.